# 深尾繁寛
深尾 繁寛（ふかお しげひろ）は、江戸時代中期から後期にかけての土佐藩の家老。深尾家当主・佐川領主7代。

## 略歴
宝暦9年（1759年）、土佐藩家老・深尾茂澄の子として誕生した。
寛政3年（1791年）、江戸家老となる。寛政11年（1799年）、父の隠居により家督を相続する。享和2年（1802年）、家塾の名教館を、儒学者山本日下の子・玉岡を学頭に、拡張して郷校とする。名教館からは牧野富太郎、田中光顕らを輩出する。
文化6年（1809年）2月20日、死去。

## 系譜
- 父：深尾茂澄
- 正室：山内勘解由の娘
- 側室：西氏の娘
  - 三男：深尾重教
- 生母不明の子女
  - 男子：深尾重世
  - 男子：深尾重愷